# Reguläre Folge
Reguläre Folgen spielen in kommutativen Algebra und der algebraischen Geometrie eine Rolle. Sie werden benötigt, um die Tiefe eines Moduls und Cohen-Macaulay-Ringe zu definieren und um Aussagen über vollständige Durchschnitte zu machen.
Dieser Artikel beschäftigt sich mit kommutativer Algebra. Insbesondere sind alle betrachteten Ringe kommutativ und haben ein Einselement. Ringhomomorphismen bilden Einselemente auf Einselemente ab. Für weitere Details siehe Kommutative Algebra.

## Definitionen

### Reguläre Folge
Wenn {\displaystyle M} ein noetherscher Modul über einem Ring {\displaystyle R} ist, so wird ein Element {\displaystyle a\in R} {\displaystyle M}-regulär genannt, wenn aus {\displaystyle a\cdot x=0} für ein {\displaystyle x\in M} stets {\displaystyle x=0} folgt. 
Eine Folge {\displaystyle (a_{1},\dotsc ,a_{n})} von Elementen aus {\displaystyle R} heißt {\displaystyle M}-reguläre Folge, wenn folgende Bedingungen erfüllt sind:
- {\displaystyle M\neq (a_{1},\dotsc ,a_{n})M}
- Für {\displaystyle i<n} ist das Bild von {\displaystyle a_{i+1}} kein Nullteiler in {\displaystyle M/(a_{1},\dotsc ,a_{i})M}

Der Zusatz „{\displaystyle M}-“ wird weggelassen, wenn aus dem Zusammenhang klar ist, welcher Modul gemeint ist.
Der Spezialfall, wenn {\displaystyle R} ein lokaler Ring ist und der Modul {\displaystyle R} selbst ist, ist am wichtigsten. In diesem Fall liegen alle Folgenglieder im maximalen Ideal.

### Reguläres Parametersystem
Ist {\displaystyle R} lokal und {\displaystyle m} das maximale Ideal, dann wird ein minimales Erzeugendensystem von {\displaystyle m} ein reguläres Parametersystem genannt.

## Eigenschaften
- Eine maximale {\displaystyle M}-reguläre Folge ist endlich und alle maximalen {\displaystyle M}-regulären Folgen haben dieselbe Länge.
- Ist {\displaystyle M\neq 0} ein endlicher Modul über einem noetherschen lokalen Ring und ist {\displaystyle (a_{1},\dots ,a_{n})} eine reguläre Folge, so ist:

{\displaystyle \mathrm {dim} (M/(a_{1}M+\dots a_{n}M))=\mathrm {dim} (M)-n}
({\displaystyle \mathrm {dim} (M)} ist die Dimension von {\displaystyle M}.)
- Für einen regulären Ring lokalen {\displaystyle R} mit maximalem Ideal {\displaystyle m} und {\displaystyle \{a_{1},\dots ,a_{n}\}\subset R} ist äquivalent:

{\displaystyle (a_{1},\dots ,a_{n})} ist Teil eines regulären Parametersystems
{\displaystyle \{{\bar {a}}_{1},\dots ,{\bar {a}}_{n}\}} (modulo {\displaystyle (m^{2})}) ist eine linear unabhängige Teilmenge des Vektorraums {\displaystyle m/m^{2}} über dem Körper {\displaystyle R/m}.
Insbesondere ist ein minimales Erzeugendensystem von {\displaystyle m} eine reguläre Folge.
- Ist umgekehrt {\displaystyle R} ein noetherscher lokaler Ring mit maximalem Ideal {\displaystyle m}, das von einer regulären Folge der Länge {\displaystyle n} erzeugt wird, so ist {\displaystyle R} regulär und {\displaystyle \mathrm {dim} (R)=n}.

- Allgemein: Ist {\displaystyle R} ein noetherscher lokaler Ring und {\displaystyle (a_{1},\dots ,a_{n})} eine reguläre Folge, dann ist jede Permutation der Folge regulär. (Das gilt nicht für beliebige noethersche Ringe.)

## Beispiele
- Im Polynomring {\displaystyle R=K[X_{1},\dots ,X_{n}]} über einem Körper {\displaystyle K} ist jede Folge der {\displaystyle n} Variablen eine {\displaystyle R}-reguläre Folge.
- Der lokale Ring {\displaystyle K[X_{1},X_{2},X_{3},X_{4}]/((X_{1},X_{2})(X_{3},X_{4}))_{({\bar {X}}_{1},{\bar {X}}_{2},{\bar {X}}_{3},{\bar {X}}_{4})}} Körper {\displaystyle K} entspricht geometrisch dem Schnittpunkt zweier affinen Flächen im vierdimensionalen Raum. Der Ring ist zweidimensional, aber reguläre Folgen haben die Länge 1, da der Ring modulo einem Nichtnullteiler, der keine Einheit ist, nur Nullteiler und Einheiten enthält. Insbesondere ist dieser Ring kein Cohen-Macaulay-Ring.